# Jaroslav Lobkowicz
Jaroslav Lobkowicz, właśc. Jaroslav Franz von Assisi Klemens Alois Gabriel Eleonnora Josef Anton Johann Bosco Joachim Felix Maria Lobkowicz (ur. 16 sierpnia 1942 w Pilźnie) – czeski polityk, przedsiębiorca i inżynier, deputowany do Izby Poselskiej, poseł do Parlamentu Europejskiego V kadencji (2004). Głowa domu Lobkovic, brat Františka Lobkowicza.

## Życiorys
Po maturze z powodów politycznych uniemożliwiono mu podjęcie studiów, zajmował się naprawą telewizorów. W 1968 wyemigrował do Niemiec, w 1972 ukończył elektrotechnikę na Uniwersytecie Technicznym w Monachium. Do 1992 pracował w Niemczech w koncernie Siemens, po czym powrócił do Czech, gdzie zajął się prowadzeniem działalności gospodarczej w ramach spółek prawa handlowego.
Zaangażował się w działalność polityczną w ramach Unii Chrześcijańskiej i Demokratycznej – Czechosłowackiej Partii Ludowej, był wiceprzewodniczącym tej partii w kraju pilzneńskim. Od 1994 do 2004 zasiadał w radzie miejskiej Pilzna, wchodził też w skład zarządu tego miasta. Następnie do 2012 zasiadał w radzie kraju pilzneńskiego. W latach 1998–2006 był członkiem Izby Poselskiej. Od 2003 pełnił funkcję obserwatora w Parlamencie Europejskim, od maja do lipca 2004 sprawował mandat eurodeputowanego V kadencji w ramach delegacji krajowej.
Po odejściu z KDU-ČSL w 2009 dołączył do partii TOP 09, z jej ramienia w 2010 i 2013 ponownie był wybierany na posła do niższej izby czeskiego parlamentu.